# Marcellus
För andra betydelser, se Marcellus (olika betydelser).

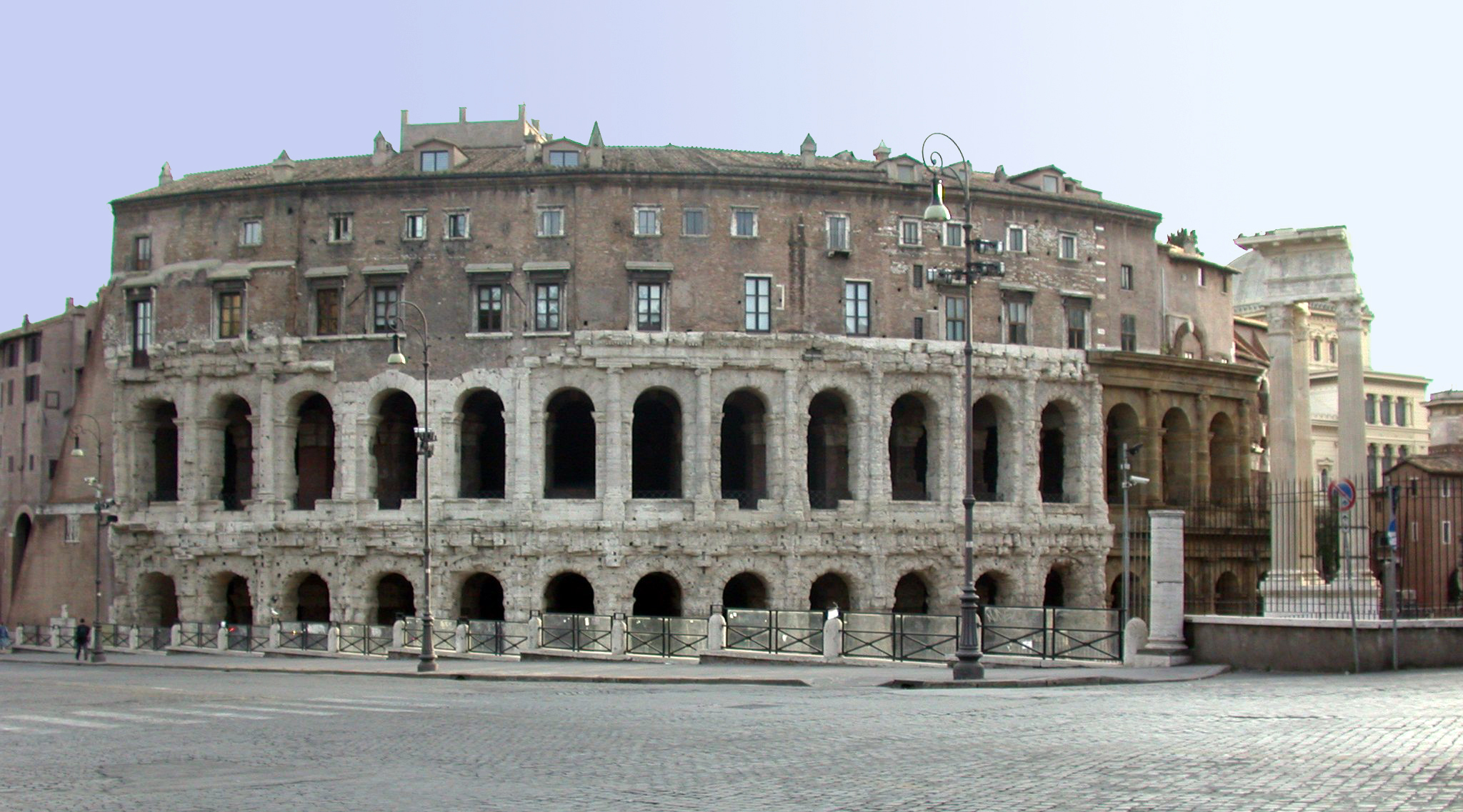
Marcellusteatern

Marcellus, egentligen Marcus Claudius Marcellus, född 42, död i september 23 f.Kr. i Baiae, var en romersk militär, äldste son till Augustus syster Octavia och hennes man Gaius Claudius Marcellus, tidigare konsul. På sin fars sida var han ättling till Marcus Claudius Marcellus, en känd general från det andra puniska kriget.
Eftersom Augustus saknade söner, blev Marcellus naturlig arvtagare till honom. Redan som treåring blev han trolovad med en dotter till Sextus Pompejus, som Augustus ville sluta fred med, men detta glömdes bort när Sextus blivit besegrad. När han blivit äldre sågs han ofta offentligt tillsammans med Augustus, också vid triumfen över Marcus Antonius och Kleopatra. För att befästa släktskapet och arvsföljden gifte han sig 25 f.Kr. med Augustus enda dotter Julia den äldre. Enligt Dio Cassius blev Marcellus nu insatt som efterträdare om Augustus skulle bli sjuk eller dö.
23 f.Kr. blev Marcellus utsedd till edil men han avled kort därefter och fick en officiell begravning. Äktenskapet med Julia var barnlöst och hon gifte om sig med Marcus Vipsanius Agrippa efter Marcellus död.
Marcellusteatern i Rom är uppkallad efter honom och påbörjades för att fira att han valts till edil, men invigdes först efter hans död. Vergilius infogade Marcellus i listan över kommande illustra romare i bok VI i Aeneiden. Hans mor, Octavia, lär ha svimmat när denna passage lästes upp för henne. Där beklagas hans alltför tidiga död och det berättas om hans liv.